# Élection présidentielle somalienne de 2022
L'élection présidentielle somalienne de 2022 a lieu le 15 mai 2022 afin d'élire au suffrage indirect le président de la Somalie.
Initialement fixée au 10 octobre 2021, elle est ajournée à plusieurs reprises en raison de graves dissensions entre les partis politiques, aboutissant à une crise politique courant 2021, finalement résolue début janvier 2022.
Hassan Sheikh Mohamoud l'emporte au troisième tour de scrutin.

## Contexte
Le gouvernement fédéral somalien ne contrôle qu'une partie du territoire en dépit du soutien de l'Amiso, une mission de maintien de la paix menée par l'Union africaine dans le pays avec l'aval de l'Organisation des Nations unies. Le Somaliland a proclamé son indépendance en 1991, tandis que le Pount revendique son autonomie depuis 1998. Aucun des deux n'est cependant reconnu par les instances internationales,.
Mohamed Abdullahi Mohamed remporte au troisième tour l'élection présidentielle de février 2017, organisée au scrutin indirect par les membres du parlement fédéral de Somalie. Le 17 septembre 2020, un accord conclu avec toutes les composantes politiques prévoit notamment la tenue d'élections présidentielle et législatives avant la fin de son mandat de quatre ans, soit le 7 février 2021.
Les négociations sur l'organisation du scrutin se prolongent cependant sans résultat, notamment parce que deux États fédérés, le Puntland et le Jubaland, accusent le président sortant, candidat à sa réélection et soutenu par la communauté internationale, de vouloir placer ses proches dans les commissions électorales,.
De nouveaux pourparlers achoppent à Dhusamareb le 5 février 2021, empêchant la tenue du scrutin au sein du Parlement avant la date fatidique du 8 février. Le président sortant Mohamed Abdullahi Mohamed appelle alors à la tenue d'un nouveau cycle de consultations le 15 février, mais l’opposition déclare qu'elle ne reconnaît plus sa légitimité maintenant que son mandat est achevé, et réclame la mise en place d’un « Conseil national de transition » chargé d'organiser les futures élections présidentielle et législatives,.
La prolongation de son mandat de deux ans le 14 avril en attendant la tenue d'élections directes ayant provoqué des troubles dans la capitale, le président sortant y renonce et accepte la tenue d'une élection indirecte selon l'accord de septembre 2020. Le Premier ministre, chargé d'organiser le scrutin, annonce une réunion pour le 20 mai.
Le 10 janvier 2022, les dirigeants des principaux partis somaliens annoncent la conclusion d'un accord sur la tenue des élections législatives et présidentielles entre le 15 janvier et le 25 février 2022. Le dernier jour du délai, cependant, seuls les deux tiers des 275 sièges de parlementaires sont pourvus. Les dirigeants somaliens s'accordent par conséquent sur une extension des législatives jusqu'au 15 mars, repoussant par la même occasion l'élection présidentielle. A cette extension suit une autre, cette fois-ci au 31 mars.

## Système électoral
Le président de la Somalie est élu pour quatre ans au suffrage indirect et secret par un collège électoral composé des 275 membres de la Chambre du peuple 54 membres de la Chambre haute, soit un total de 329 membres, eux-mêmes élus au suffrage indirect,,.
Est élu le candidat qui réunit au premier tour la majorité qualifiée des deux tiers du total des membres du collège électoral, soit 219 voix. À défaut, un second tour est organisé entre les quatre candidats arrivés en tête au premier, avec la même majorité à atteindre. Si toujours aucun candidat ne l'emporte, un troisième tour est organisé entre les deux candidats arrivés en tête au second, et celui réunissant la majorité absolue l'emporte.
Lors des négociations de 2020, les dirigeants somaliens avaient envisagé d'instaurer le suffrage universel direct dès 2021, avant de reporter finalement cette réforme au scrutin suivant en raison de l'insécurité permanente qui règne dans le pays.

## Candidats
39 candidats ont été enregistrés par la commission électorale.
| Candidat                      | Fonctions                                                                                          |
| ----------------------------- | -------------------------------------------------------------------------------------------------- |
| Abdikarim Hussein Guled       | Ancien président de Galmudug (2015-2017)                                                           |
| Abdinur Sheikh Mohamed        | Ancien ministre de l'Éducation nationale, de l'Enseignement supérieur et de la Culture (2010-2011) |
| Abdirahman Abdishakur Warsame | Ancien Ministre de la Planification Nationale et de la Coopération Internationale (2009-2010)      |
| Ahmed Duale Gelle             | Ancien président du Galmudug (2017-2020)                                                           |
| Dahir Mohamoud Gelle          | Ancien ambassadeur de Somalie en Arabie saoudite (2015-2018)                                       |
| Fowsiyo Yusuf Haji Adan       | Ancien vice-Premier ministre et ministre des Affaires étrangères (2012-2014)                       |
| Hassan Ali Khayre             | Ancien Premier ministre de la Somalie (2017-2020)                                                  |
| Hassan Sheikh Mohamoud        | Ancien Président de la Somalie (2012-2017)                                                         |
| Mohamed Abdullahi Mohamed     | Président de la Somalie (2017-présent)                                                             |
| Saïd Abdallahi Dani           | Président du Puntland (2019-présent)                                                               |
| Sharif Sheikh Ahmed           | Ancien Président de la Somalie (2009-2012)                                                         |

## Résultats
| Candidat                 | Candidat                  | Parti                    | 1er tour | 1er tour | 2e tour  | 2e tour  | 3e tour       | 3e tour       |
| Candidat                 | Candidat                  | Parti                    | Voix     | %        | Voix     | %        | Voix          | %             |
| ------------------------ | ------------------------- | ------------------------ | -------- | -------- | -------- | -------- | ------------- | ------------- |
|                          | Said Abdullahi Dani       | Kaah                     | 65       | 20,19    | 68       | 21,00    |               |               |
|                          | Mohamed Abdullahi Mohamed | TPP                      | 59       | 18,32    | 83       | 25,70    | 110           | 33,95         |
|                          | Hassan Sheikh Mohamoud    | UPD                      | 52       | 16,15    | 110      | 34,06    | 214           | 66,05         |
|                          | Hassan Ali Khayre         | SE                       | 47       | 14,60    | 62       | 19,19    |               |               |
|                          | Sharif Sheikh Ahmed       | ARS                      | 39       | 12,11    |          |          |               |               |
|                          | Abdirahman Warsame        |                          | 15       | 4,66     |          |          |               |               |
|                          | Abdulkadir Osoble         |                          | 12       | 3,73     |          |          |               |               |
|                          | Adow Ali Gaas             |                          | 8        | 2,48     |          |          |               |               |
|                          | 28 autres candidats       | 28 autres candidats      | 25       | 7,76     |          |          |               |               |
|                          |                           |                          |          |          |          |          |               |               |
| Majorité requise         | Majorité requise          | Majorité requise         | 219 voix | 219 voix | 219 voix | 219 voix | 50 % des voix | 50 % des voix |
|                          |                           |                          |          |          |          |          |               |               |
| Votes valides            | Votes valides             | Votes valides            | 322      | 98,17    | 323      | 98,47    | 324           | 99,08         |
| Votes blancs et nuls     | Votes blancs et nuls      | Votes blancs et nuls     | 6        | 1,83     | 5        | 1,53     | 3             | 0,92          |
| Total                    | Total                     | Total                    | 328      | 100      | 328      | 100      | 327           | 100           |
| Abstention               | Abstention                | Abstention               | 1        | 0,30     | 1        | 0,30     | 2             | 0,61          |
| Inscrits / participation | Inscrits / participation  | Inscrits / participation | 329      | 99,70    | 329      | 99,70    | 329           | 99,39         |